# Salvador Enríquez
Salvador Henríquez Solórzano (León de Los Aldama; 24 de diciembre de 1944-15 de julio de 2021) fue un futbolista mexicano que jugó de centrocampista como medio de contención. Conocido como Chavicos que en México es una derivación cariñosa familiar del nombre de Salvador. Es oriundo de la ciudad zapatera y también tuvo una destacada trayectoria en las selecciones juveniles de Guanajuato. 

### Equipos: León y Unión de Curtidores
Jugó para los Panzas Verdes del León de 1960 a 1974 siendo considerado como uno de los mejores equipos de ese tiempo formado por: Antonio Carbajal, Efraín Loza, Gil Loza conocidos como los Hermanos Muerte, Antonio Muñoz apodado Tongolele, Gerónimo Di-florio, Luis Estrada, Rafael Albrecht, Jorge Davino, Roberto Salomone, José Valdez el popular Cocodrilo, Jorge Ortega El Chiquilín, Sergio Anaya, Juan José Valiente y posteriormente jugó con el Unión de Curtidores también de la ciudad de León en 1975 equipo en el cual se retiró.

### Títulos
Además, levantó con el equipo de sus amores dos veces el título Campeón de Campeones (1971 y 1972) para convertirse en una leyenda del equipo León. 
Un ícono de los Panzas verdes en la década de los 60's, siempre será recordado por toda la afición Panza Verde por su excelente ubicación y jerarquía en el medio campo. Su apellido se escribe con H.[1]

## Palmarés

### Títulos nacionales
| Título               | Equipo | País   | Año     |
| -------------------- | ------ | ------ | ------- |
| Copa México          | León   | México | 1966-67 |
| Copa México          | León   | México | 1970-71 |
| Campeón de Campeones | León   | México | 1970-71 |
| Copa México          | León   | México | 1971-72 |
| Campeón de Campeones | León   | México | 1971-72 |